# Grelsby
Grelsby är en by i Finström på Åland. Grelsby har 174 invånare (2018).
Här finns Grelsby kungsgård från 1300-talet, gården hade kungabesök 1556 (Gustav Vasa) och 1808 (Gustav IV Adolf).

## Befolkningsutveckling
| Befolkningsutvecklingen i Grelsby 2000–2015 | Befolkningsutvecklingen i Grelsby 2000–2015 | Befolkningsutvecklingen i Grelsby 2000–2015 | Befolkningsutvecklingen i Grelsby 2000–2015 | Befolkningsutvecklingen i Grelsby 2000–2015 |
| ------------------------------------------- | ------------------------------------------- | ------------------------------------------- | ------------------------------------------- | ------------------------------------------- |
|                                             |                                             |                                             |                                             |                                             |
| År                                          |                                             |                                             | Folkmängd                                   |                                             |
| 2000                                        | 2000                                        |                                             | 131                                         |                                             |
| 2005                                        | 2005                                        |                                             | 138                                         |                                             |
| 2010                                        | 2010                                        |                                             | 144                                         |                                             |
| 2015                                        | 2015                                        |                                             | 178                                         |                                             |